# Ashley Doris
Ashley Doris Wilson (* 1. November 1989 in West Hartford, Connecticut) ist eine US-amerikanische Schauspielerin und Model.

## Leben
Ashley Doris Wilson wurde am 1. November 1989 in West Hartford geboren und wuchs als Einzelkind auf. Erste Erfahrungen mit dem Schauspiel erfuhr sie in ihrem 14. Lebensjahr als sie einen Schauspielkurs in Neuengland absolvierte und in der Rolle der Nora am Brighton Beach Memoirs auftrat. Sie besuchte die Central Connecticut State University und lernte das Schauspiel am BGB Studio, dem Margie Haber Acting Studio, am Alexander Techworks, an den Warner Loughlin Studios und am Anthony Meindl's Actor Workshop. Die gelernte Floristin lernte 15 Jahre lang Ballett. Eher zufällig wurde sie von einem Agenten in einem Hotelaufzug als Fotomodel entdeckt. 2013 machte sie Aktfotos für das Magazin Playboy und erhielt den Titel Playmate Miss March 2013.
Durch den Schritt in die breite Öffentlichkeit folgten 2015 Besetzungen in den Fernsehserien Chocolate Milk Series und Real Husbands of Hollywood. 2016 stellte sie in insgesamt 6 Episoden der Miniserie Life Lessons with Trish & Nancy die Rolle der Nancy dar und war im selben Jahr in einer Episodenrolle der Fernsehserie Catfish – Verliebte im Netz zu sehen. Außerdem stellte sie 2016 mit der Rolle der Megaera eine von drei Furien im Abenteuerfilm Sinbad and the War of the Furies von The Asylum dar. 2018 folgte eine Nebenrolle als Geist im The-Asylum-Horrorfilm Flug 666. Im Folgejahr verkörperte sie in vier Episoden der Fernsehserie Tag Your Friend die Rolle der Veronica. Größere Filmrollen erhielt sie 2021 in den Fernsehfilmen Dirty Little Deeds und A Daughter’s Deceit. 2022 war sie in der Nebenrolle der Valery Dyson im Boxfilm Lord of the Streets zu sehen.

## Filmografie (Auswahl)
- 2015: Chocolate Milk Series (Fernsehserie, 2 Episoden)
- 2015: Real Husbands of Hollywood (Fernsehserie, 2 Episoden)
- 2016: Little Dead Rotting Hood
- 2016: Fortune Cookie
- 2016: BigDawsVlogs (Miniserie)
- 2016: Life Lessons with Trish & Nancy (Miniserie, 6 Episoden)
- 2016: Catfish – Verliebte im Netz (Catfish: The TV Show, Fernsehserie, Episode 5x21)
- 2016: Sinbad and the War of the Furies
- 2018: Flug 666 (Flight 666)
- 2019: Tag Your Friend (Fernsehserie, 4 Episoden)
- 2020: Looking for Mr. Wonderful
- 2020: Her Deadly Groom (Fernsehfilm)
- 2021: Navy CIS: Hawaiʻi (NCIS: Hawaiʻi, Fernsehserie, Episode 1x06)
- 2021: Lantern’s Lane
- 2021: Dirty Little Deeds (Fernsehfilm)
- 2021: A Daughter’s Deceit (Fernsehfilm)
- 2022: Lord of the Streets
- 2023: Welcome to Redville
- 2023: Picture Her Dead (Fernsehfilm)
- 2023: My Doctor's Secret Life